# Daß ein gutes Deutschland blühe
Daß ein gutes Deutschland blühe ist ein Dokumentarfilm des DEFA-Studios für Dokumentarfilme von Joop Huisken aus dem Jahr 1960, der zu Ehren des 10. Jahrestages der Gründung der DDR hergestellt wurde. Der Titel nimmt Bezug auf den Text von Bertolt Brecht zur Kinderhymne. 

## Handlung
Aus einem kleinen Rinnsal im Winter entwickelt sich im Frühling ein Bach, der im Sommer ein großer Fluss wird. So beginnt dieser Film, der 10 Jahre DDR repräsentieren soll. Kinder mit blauen Pionierhalstüchern sind zu sehen, die in ihrer Freizeit durch die Heimat wandern, aber auch in der Schule fleißig lernen. Daran schließen sich Film-Sequenzen an, die viele Berufstätige in den verschiedensten Berufen sowie Werke und Betriebe zeigen. Es folgen Aufnahmen vom Eisenhüttenkombinat „J. W. Stalin“, welches auf der grünen Wiese erbaut wurde, weshalb für die dort beschäftigten Arbeiter mit Stalinstadt eine komplette neue Stadt entstand. Weiter geht es mit Bildern, die vor der Ost-Berliner Sporthalle in der Stalinallee aufgenommenen wurden, als der Start zur Internationalen Friedensfahrt mit dem Favoriten Täve Schur stattfindet, doch auch das Turn- und Sportfest der DDR in Leipzig wird erwähnt. Es folgen Aufnahmen von verschiedenen Möglichkeiten der Erholung, wie Fahrten mit Segelbooten auf den Binnenseen und Spielen am Strand der Ostsee.
Plötzlich ist eine Kernwaffenexplosion auf der Leinwand zu sehen und der Kommentator ruft laut: „Nein! Das nicht!“ Zu Bildern einer Kriegsgräberstätte fragt der Sprecher, wofür und warum diese Toten gestorben sind, und stellt fest, dass viele der dafür Verantwortlichen noch immer nicht zur Rechenschaft gezogen wurden. Viele Gegner von Kriegen waren auch als Häftlinge im KZ Buchenwald, und die es überlebten, werden diese Zeit nicht vergessen. Sie geben ihre Erinnerungen an die junge Generation weiter, was auch bei der Einweihung der Gedenkstätte im Jahr 1958 zum Ausdruck kommt. Aber auch der vielen sowjetischen Soldaten wird gedacht, die bei einer Kranzniederlegung am sowjetischen Ehrenmal im Treptower Park geehrt werden. 
Ein Beweis dafür, dass sich die DDR auf dem richtigen Weg befindet, ist auch ihr Präsident, der ehemalige Arbeiter Wilhelm Pieck. Die Landwirtschaft befindet sich, auch durch die Kollektivierung, auf einem guten Weg, wie die Bilder zeigen. Viele neue Wohnhäuser und Ställe entstehen auf den Dörfern. Aber auch die Verteidigung der DDR spielt eine große Rolle, weshalb der Motorenschlosser einer LPG jetzt als Major bei der Nationalen Volksarmee seinen Dienst ausübt. 
Im Stahlwerk Gröditz wird eine 6.000-Tonnen-Presse benötigt, wie sie nur noch einmal in Westdeutschland existiert,  jedoch wird von dort die Lieferung einer baugleichen Maschine in die DDR abgelehnt. Also wird beschlossen, diese selbst zu bauen, was eine Zeitung aus der Bundesrepublik einen Aprilscherz nennt. Die Kamera kann sich aber inzwischen von der Funktion der neuen, selbstentwickelten Maschine in der Produktion überzeugen. Die weiteren Beiträge behandeln die Automatisierung der industriellen Produktion. Dadurch müssen zum Beispiel die Arbeiter nicht mehr die körperlich schwere Arbeit in den gesundheitsgefährdeten Bereichen leisten. Einen großen Anteil an der Fertigung der elektrischen Schaltelemente, die für die Realisierung dieser Aufgaben erforderlich sind, haben die Frauen. Ein beliebter Spruch in Westdeutschland lautet: „Macht das Tor auf“. Doch das Tor ist bereits offen, so auch während der Leipziger Messe, auf der Aussteller und Besucher aus vielen Ländern der Erde teilnehmen. Was Ost und West zu bieten haben, lässt sich hier prüfen und vergleichen. 
Es wird an den 13. Februar 1945 erinnert, als Dresden im Zweiten Weltkrieg durch britische Bomber völlig zerstört wurde. Doch diese Stadt wird wieder aufgebaut, vorrangig mit Wohnungsbauten, was Filmaufnahmen aus dem Jahr 1959 beweisen. Aber auch kulturhistorische Bauten, wie der Zwinger, konnten rekonstruiert werden. So ist es möglich, die aus der Sowjetunion zurückgekehrten Bilder der großen Meister aller Zeiten in würdevoller Umgebung zu betrachten. Von Dresden ist es nicht weit bis zum Schloss Pillnitz, wo mit schönen Konzerten in wunderbarer  Atmosphäre kulturelle Höhepunkte geschaffen werden. 
Weiter geht es mit dem Berliner Alexanderplatz, den man in der ganzen Welt kennt. Wenn in Berlin vom Wohnungsbau gesprochen wurde, meinte man in der Vergangenheit vorrangig die Bauten der Stalinallee, jetzt entstehen in allen Stadtbezirken ganze Neubausiedlungen. Da Ost-Berlin auch die Hauptstadt der DDR ist, befindet sich hier in der Luisenstraße im Langenbeck-Virchow-Haus auch das Parlament, die Volkskammer. Deren Präsident Johannes Dieckmann ist der Vertreter des Staatspräsidenten und stellvertretender Vorsitzender der Liberal-Demokratischen Partei Deutschlands, einer von fünf in der Volkskammer vertretenen Parteien. Nach einem Blick auf das Brandenburger Tor⁣, auf dem wieder die Quadriga steht, werden die zweimal im Jahr stattfindenden großen Demonstrationen auf dem Marx-Engels-Platz erwähnt, die am 1. Mai und am Gründungstag der DDR, dem 7. Oktober, stattfinden. Auch dass jede Woche das Politbüro der SED tagt, wird erwähnt. 
Die Studenten der Technischen Hochschule Dresden unterscheiden sich nicht von den anderen Studenten der DDR, bei denen der Geldbeutel der Eltern keine Rolle spielt. Sie sind lustige Leute und gehören keinen Korporationen an, weil es die in der DDR nicht gibt. Auch studieren viele ausländische Studenten in der DDR, besonders aus den afrikanischen und asiatischen Ländern. Doch nicht nur junge Leute bilden sich hier weiter, sondern auch viele Ältere holen nach, was ihnen das Leben bisher vorenthalten hat. Einige dieser hochqualifizierten Menschen arbeiten am Rossendorfer Forschungsreaktor,⁣⁣ um zu lernen, wie man die ungeheure Kraft der Atome, der die Zukunft gehört und welche die Zukunft gestalten wird, beherrschen kann. 
Über die neu entstandene Flugzeugindustrie der DDR schrieb die Hamburger Zeitung Die Welt, dass hier ein wahres deutsches Wirtschaftswunder existiert. Obwohl die DDR kaum über Steinkohlevorräte verfügt, gelingt es ihr mit der Nutzung der Braunkohlenförderung, eine große Zahl der Bedürfnisse zu befriedigen. Die chemische Industrie gehört mit zu den wichtigsten dieses Landes und soll in den nächsten Jahren noch weiter ausgebaut werden. Als Beispiel wird eine Karbidfabrik in den Buna-Werken genannt, in deren Öfen sich Temperaturen von 2500 Grad Celsius entwickeln. Die dort tätigen Werktätigen arbeiten nicht nur um des Lohnes willen, sondern auch, weil die Republik das fertige Produkt benötigt. Weiter wird eine Fabrik in Wolfen gezeigt, in der eine neue Kunstfaser hergestellt wird, an deren Entwicklung Arbeiter, Techniker und Wissenschaftler beteiligt sind. Dass die Chemie in der DDR einen hohen Stellenwert besitzt, erkennt man auch am Besuch des Ersten Sekretärs des ZK der SED Walter Ulbricht in einem Hydrierwerk der Leunawerke. Ein weiteres großes Vorhaben der chemischen Industrie ist neben dem Leunawerk mit etwa 30.000 Beschäftigten der Aufbau des Werkes Leuna Zwei. Hinzu kommt der völlige Neubau eines Erdölverarbeitungsbetriebes in Schwedt an der Oder, das durch eine direkte Leitung aus der Sowjetunion mit dem Rohstoff versorgt werden soll. 
Mit Bildern von einer großen Kundgebung und Ausschnitten aus einer Rede Walter Ulbrichts zu Ehren der Deutschen Demokratischen Republik endet dieser Film.

## Produktion und Veröffentlichung
Daß ein gutes Deutschland blühe wurde unter dem Arbeitstitel 10 Jahre DDR auf Agfa-Color gedreht und hatte am 23. Februar 1960 seine Erstaufführung mit dem von Karl-Eduard von Schnitzler geschriebenen Text, der von Norbert Christian gesprochen wurde. Die erste Ausstrahlung im Deutschen Fernsehfunk erfolgte am 1. Mai 1960.
Ursprünglich sollte dieser bereits fertiggestellte Film unter dem Titel Das Neue Deutschland mit dem Untertitel Die Deutsche Demokratische Republik mit einem Text von Stephan Hermlin, der auch der Sprecher war, anlässlich des 10. Jahrestages der DDR am 7. Oktober 1959 in den Kinos anlaufen. Da dieser Kommentar den Verantwortlichen in der DDR zu leise, poetisch und blumig war, wurde die neue Fassung angefertigt, die aber nicht mehr zum vorgesehenen Termin erscheinen konnte. 
Die Dramaturgie lag in den Händen von Gustav Wilhelm Lehmbruck.

## Kritik
In der Berliner Zeitung schrieb ein Autor „H.“, dass die Autoren offensichtlich die Ganzheit des Lebens der DDR-Bürger umfassen wollten, und zählt auf: 

„die Schönheit unserer Heimat, die Lebensfreude, die sich in herrlichen Erholungsstätten und auf großen Volksfesten in neuer Weise stärkt, die friedliche Politik unseres Staates und unsere Bereitschaft, mit all unserer Macht den Frieden zu schützen, die allen nützende Umgestaltung unserer Landwirtschaft, die Inbesitznahme der Kultur durch die werktätigen Menschen, das Wachsen neuer, in ihrer Größe und Leistungsfähigkeit bisher unbekannter Industriegiganten, die fortschreitende Automatisierung, die sozialistische Gemeinschaftsarbeit und vieles andere mehr. Zuviel für nur einen Dokumentarfilm!“

Im Lexikon des internationalen Films steht zu lesen, dass dieses dokumentarische Filmepos von Optimismus und Selbstzufriedenheit über die ersten zehn Jahre der DDR geprägt sei.